# Jeffrey Alexander
Jeffrey Charles Alexander, född 1947, är en amerikansk sociolog. Alexander grundade det så kallade "starka programmet" i kultursociologi. 

## Biografi och verk
Alexander föddes den 30 maj 1947 i Milwaukee, Wisconsin. Han tog sin kandidatexamen från Harvard University 1969 och doktorsexamen i filosofi från University of California, Berkeley, 1978. Alexander var en av få studenter som inte hade fått någon ekonomiskt stöd vid tiden på Berkeley. Han var ursprungligen intresserad av sociologi inspirerad av Marx tänkande, och studerade med Fred Block, men kom att bli allt mer konservativ, till en början som demokratisk socialist, för att till sist bli liberal.[källa behövs]
 Alexander har även haft visst inflytande i Sverige.